# فاطمة الزهراء جواد
 فاطمة الزهراء جواد (ولدت 12 يوليو 1988 ببجاية، الجزائر) هي لاعبة كرة طائرة جزائرية. شاركت مع المنتخب الجزائري للسيدات في بطولة العالم 2010 وفي كأس العالم 2011 باليابان. تلعب في منصب مهاجمة-مستقبلة. في موسم 2011-2012 فازت بلقب البطولة الوطنية لكرة الطائرة مع نادي مشعل بلدية بجاية.

## معلومات الاندية
النادي الحالي : مشعل بلدية بجاية MBB 
النادي السابق : ناصرية بجاية 
معلومات تقنية :
الطول: 1,80 م
الارتقاء في السحق : 2,95 م
الارتقاء في الصد : 2,85 م
- منتخب الجزائر لكرة الطائرة سيدات
- البطولة الجزائرية لكرة الطائرة سيدات